# Синявський район
Синявський район — район, який у 1940—1941 і 1944 рр. існував у складі Львівської області, центром якого було смт Синява.

## Історія
10 січня 1940 року політбюро ЦК КП(б)У обговорило питання про районний поділ Львівської області, зокрема ухвалило рішення про створення Синявського району. Район утворений 17 січня 1940 року зі ґмін В'язівниця і Радава та південних частин ґмін Адамівка і Сенява. Однак невдовзі, у червні 1941 року його територію окупували німецькі війська. Районним центром радянські війська заволоділи 23 липня 1944 року. У 1944 році з приходом радянських військ район фактично не відновив своєї діяльності (за винятком військкомату). А в жовтні 1944 року разом з Горинецьким, Любачівським, Ляшківським та Угнівським районами він перейшов до складу Польщі.

## Територія та населення
Станом на 1941 рік територія району становила 300 км², а населення — 23499 осіб.

## Репресії та обмін територіями і населенням
У 1939—1941 роках начальником Синявського районного відділу НКВС був С. А. Семенов.
У січні 1940 постановою Політбюро ЦК ВКП(б) було визначено 800-метрову смугу уздовж західної та південно-західної дільниці державного кордону СРСР. На виконання цієї постанови 3 квітня 1940 р. РНК України своєю ухвалою конкретизувала заходи, які необхідно було здійснити у вказаній смузі. Зокрема у Синявському районі виселенню підлягали села Салаші, Добра, Радава, Монастир, Пігани, Вилева, В'язивниця мешканців яких переселили в Ізмаїльську область.